# KTU (Band)
KTU ist eine finnisch/US-amerikanische Progressive-Rock-/Experimental-Band.

## Geschichte
Im Jahr 2004 begann die Zusammenarbeit des Duos TU der früheren King Crimson-Mitglieder Trey Gunn und Pat Mastelotto mit der finnischen Formation Kluster, bestehend aus Kimmo Pohjonen und Samuli Kosminen.
Unter dem Namen KTU erschien 2005 die erste gemeinsame Aufnahme 8 Armed Monkey. Live tritt KTU gelegentlich auch als Trio in der Besetzung Gunn, Mastelotto, Pohjonen auf.

## Diskographie
Alben
- 8 Armed Monkey (2005)
- Quiver (2009)
- Vitruvian (2021, Eigenveröffentlichung)